# Anda fyr
Anda fyr ist ein Leuchtturm in der Gemeinde Øksnes in Vesterålen in der norwegischen Provinz Nordland, ungefähr 40 km nördlich der Stadt Sortland. Er war der letzte bemannte Leuchtturm, der in Norwegen errichtet wurde.

## Lage
Der Leuchtturm liegt auf der kleinen Felseninsel Anden, die etwa fünf Kilometer nördlich der Hauptinsel in Vesterålen, Langøya, im offenen Meer liegt. Er markiert die Einfahrt in das ehemals bedeutende Fischerdorf Stø und in den Gavlfjord an dessen Ende der Sortlandsund mit der Stadt Sortland liegt. Im Nordosten liegt die Insel Andøya mit dem Andenes fyr. Anden ist von einer Vielzahl kleinerer Inseln und Untiefen umgeben, welche die Passage für Schiffe gefährlich machen.
Die Insel besteht hauptsächlich aus unbedecktem Granit und verfügt über keine natürlichen Landestellen, was das Erreichen der Insel bei schlechtem Wetter erschwert. Nur der südöstliche Teil der Insel auf dem der Leuchtturm steht, ist bewachsen. Die gesamte Insel ist eines der wichtigsten Brutgebiete der Papageientaucher und anderer seltener Seevögel in Nordland und ist seit 2002 Naturschutzgebiet. In der Brutsaison vom 15. April bis 31. Juli ist das Betreten der Insel verboten.

## Geschichte
Anda fyr wurde 1932 als letzter bemannter Leuchtturm errichtet und war der einzige Leuchtturm Norwegens, der von Anfang an elektrifiziert war. Die isolierte Lage und schlechte Erreichbarkeit führte dazu, dass der Leuchtturm nur von einem Leuchtturmwärter und Assistenten bedient wurde, und nicht wie andere Leuchttürme eine Leuchtturmwärterfamilie beherbergte. Der Leuchtturm selbst wurde aus weißgestrichenem Beton mit einer roten Spitze aus Metall erbaut. Er wurde direkt an das Wärterhaus gebaut und bestand aus einem Arbeitsraum mit Wassertanks im Erdgeschoss, einem Maschinenraum mit Dieselaggregaten im ersten Stock und der Leuchte im obersten Stockwerk. Daneben gehört noch ein Schuppen, der Öltanks beherbergt, sowie ein Bootshaus mit Steg zum Leuchtturm. Vom Steg führen steile Treppen hinunter zum Wasser. Arbeitsmaterialien und Lebensmittel wurden über einen Kran vom Wasser zum Steg transportiert.
1987 wurde Anda fyr automatisiert und ist seitdem unbemannt. Gelegentlich wird er vom Norwegischen Institut für Naturforschung (NINA) für Forschungszwecke gemietet. Seit 1999 ist der Leuchtturm denkmalgeschützt.